# Dmîtrove, Simferopol
Dmîtrove (în ucraineană Дмитрове) este un sat în comuna Donske din raionul Simferopol, Republica Autonomă Crimeea, Ucraina.

## Demografie
Componența lingvistică a localității Dmîtrove
     Rusă (50,39%)
     Ucraineană (14,57%)
     Tătară crimeeană (8,66%)
     Belarusă (1,97%)
Conform recensământului din 2001, majoritatea populației localității Dmîtrove era vorbitoare de rusă (50,39%), existând în minoritate și vorbitori de ucraineană (14,57%), tătară crimeeană (8,66%) și belarusă (1,97%).